# Mala Dobron, Ujhorod
Mala Dobron (în ucraineană Мала Добронь) este localitatea de reședință a comunei Mala Dobron din raionul Ujhorod, regiunea Transcarpatia, Ucraina.

## Demografie
Componența lingvistică a localității Mala Dobron
     Maghiară (98,45%)
     Ucraineană (1,23%)
     Alte limbi (0,1%)
Conform recensământului din 2001, majoritatea populației localității Mala Dobron era vorbitoare de maghiară (98,45%), existând în minoritate și vorbitori de ucraineană (1,23%).